# Édaphon

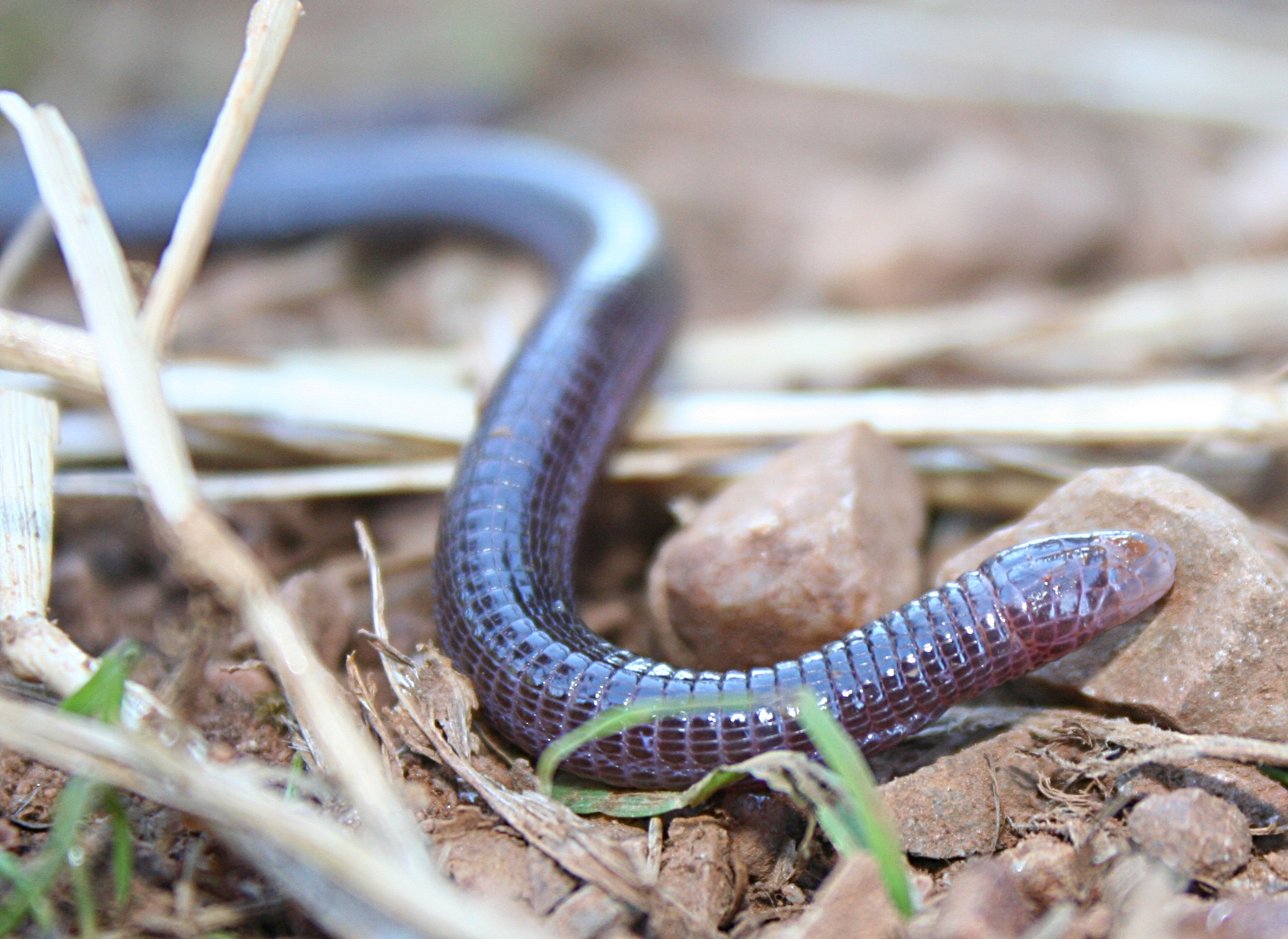
Un amphisbène (reptile fouisseur).

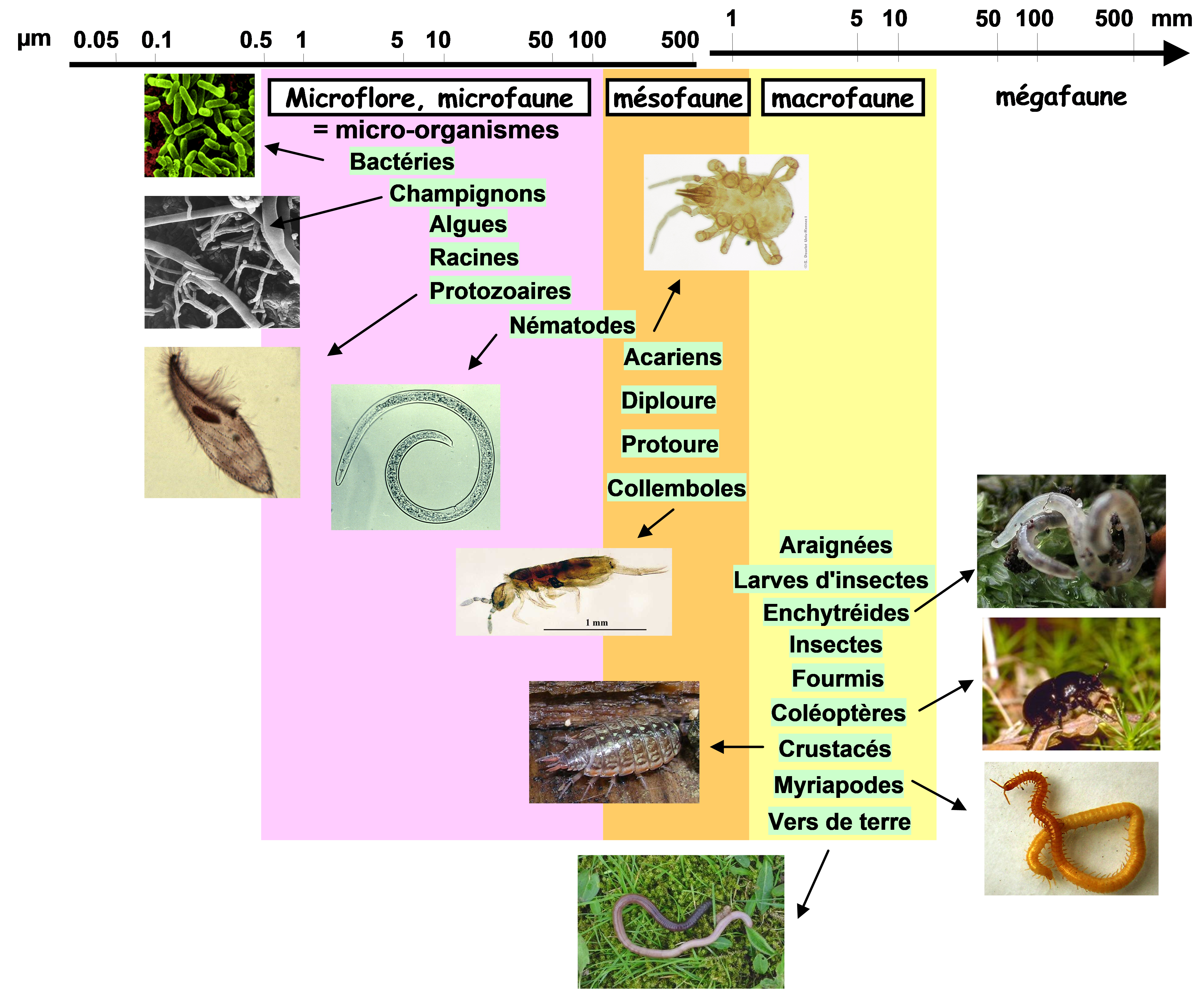
Taille et diversité des organismes du sol.

L'édaphon est l'ensemble des organismes vivant dans le sol. Ces êtres vivants, participant à la biologie ou à l'écologie du sol, peuvent être des animaux, des végétaux, des champignons, des bactéries.
L'édaphon correspond à la biocénose du sol considéré en tant que milieu de vie ou biotope.
La composition taxinomique de l'édaphon est le reflet de la biodiversité du sol.

## Subdivisions
- L'épiédaphon désigne les populations animales demeurant à la surface du sol (espèces épiédaphiques).
- L'hémiédaphon désigne les organismes vivant dans la litière et l'horizon organique (espèces hémiédaphiques).
- L'euédaphon désigne les organismes vivant dans la profondeur du sol et présentant généralement de nombreux caractères adaptatifs (espèces euédaphiques).

## Composition taxinomique
Ce tableau est un résumé de la taxinomie des organismes présents dans le sol et qui collectivement composent l'édaphon.
| Domaine    | Règne          | Phylum                        | Classe                            | Ordre               | Famille                     | Genre        |
| ---------- | -------------- | ----------------------------- | --------------------------------- | ------------------- | --------------------------- | ------------ |
| Prokaryota | Bacteria       | Proteobacteria                | Betaproteobacteria                | Nitrosomonadales    | Nitrosomonadaceae           | Nitrosomonas |
| Prokaryota | Bacteria       | Proteobacteria                | Alphaproteobacteria               | Rhizobiales         | Bradyrhizobiaceae           | Nitrobacter  |
| Prokaryota | Bacteria       | Proteobacteria                | Alphaproteobacteria               | Rhizobiales         | Rhizobiaceae                | Rhizobium    |
| Prokaryota | Bacteria       | Proteobacteria                | Gammaproteobacteria               | Pseudomonadales     | Azotobacteraceae            | Azotobacter  |
| Prokaryota | Bacteria       | Actinobacteria                | Actinobacteria                    |                     |                             |              |
| Prokaryota | Bacteria       | Cyanobacteria (Algues bleues) |                                   |                     |                             |              |
| Prokaryota | Bacteria       | Firmicutes                    | Clostridia                        | Clostridiales       | Clostridiaceae              | Clostridium  |
| Eukaryota  | Fungi          | Ascomycota                    | Eurotiomycetes                    | Eurotiales          | Trichocomaceae              | Penicillium  |
| Eukaryota  | Fungi          | Ascomycota                    | Eurotiomycetes                    | Eurotiales          | Trichocomaceae              | Aspergillus  |
| Eukaryota  | Fungi          | Ascomycota                    | Sordariomycetes                   | Hypocreales         | Nectriaceae                 | Fusarium     |
| Eukaryota  | Fungi          | Ascomycota                    | Sordariomycetes                   | Hypocreales         | Hypocreaceae                | Trichoderma  |
| Eukaryota  | Fungi          | Basidiomycota                 | Agaricomycetes                    | Cantharellales      | Ceratobasidiaceae           | Rhizoctonia  |
| Eukaryota  | Fungi          | Zygomycota                    | Zygomycetes                       | Mucorales           | Mucoraceae                  | Mucor        |
| Eukaryota  | Chromalveolata | Heterokontophyta              | Bacillariophyceae (Diatomées)     |                     |                             |              |
| Eukaryota  | Chromalveolata | Heterokontophyta              | Xanthophyceae (Algues vert-jaune) |                     |                             |              |
| Eukaryota  | Chromalveolata | Ciliophora                    |                                   |                     |                             |              |
| Eukaryota  | Amoebozoa      |                               |                                   |                     |                             |              |
| Eukaryota  | Plantae        | Chlorophyta (Algues vertes)   | Chlorophyceae                     |                     |                             |              |
| Eukaryota  | Animalia       | Nematoda                      |                                   |                     |                             |              |
| Eukaryota  | Animalia       | Rotifera                      |                                   |                     |                             |              |
| Eukaryota  | Animalia       | Tardigrada                    |                                   |                     |                             |              |
| Eukaryota  | Animalia       | Arthropoda                    | Entognatha                        | Collembola          |                             |              |
| Eukaryota  | Animalia       | Arthropoda                    | Arachnida                         | Acarina (Acariens)  |                             |              |
| Eukaryota  | Animalia       | Arthropoda                    | Arachnida                         | Pseudoscorpionida   |                             |              |
| Eukaryota  | Animalia       | Arthropoda                    | Insecta                           | Coleoptera (larves) |                             |              |
| Eukaryota  | Animalia       | Arthropoda                    | Insecta                           | Coleoptera          | Carabidae (Carabes)         |              |
| Eukaryota  | Animalia       | Arthropoda                    | Insecta                           | Coleoptera          | Staphylinidae (Staphylins)  |              |
| Eukaryota  | Animalia       | Arthropoda                    | Insecta                           | Diptera (larves)    |                             |              |
| Eukaryota  | Animalia       | Arthropoda                    | Insecta                           | Hymenoptera         | Formicidae (Fourmis)        |              |
| Eukaryota  | Animalia       | Arthropoda                    | Chilopoda (Centipèdes)            |                     |                             |              |
| Eukaryota  | Animalia       | Arthropoda                    | Diplopoda (Millipèdes)            |                     |                             |              |
| Eukaryota  | Animalia       | Arthropoda                    | Malacostraca                      | Isopoda (Cloportes) |                             |              |
| Eukaryota  | Animalia       | Annelida                      | Clitellata                        | Haplotaxida         | Enchytraeidae               |              |
| Eukaryota  | Animalia       | Annelida                      | Clitellata                        | Haplotaxida         | Lumbricidae (Vers de terre) |              |
| Eukaryota  | Animalia       | Mollusca                      | Gasteropoda                       |                     |                             |              |